# Deewana Mastana
Deewana Mastana – bollywoodzka komedia romantyczna wyreżyserowana w 1997 roku przez David Dhawana, autora Biwi No.1, Hum Kisi Se Kum Nahin, Mujhse Shaadi Karogi, Maine Pyaar Kyun Kiya?. W rolach głównych Govinda, Anil Kapoor i Juhi Chawla. W rolach drugoplanowych Johnny Lever, Anupam Kher, Shakti Kapoor, Saeed Jaffrey i Kader Khan. Gościnnie pojawia się w filmie Salman Khan.

## Obsada
- Anil Kapoor – Raj Kumar (Raja) / Inspektor. Bansi Rao
- Govinda – Bunnu / komisarz policji z Mumbaju
- Juhi Chawla – Dr. Neha Sharma
- Johnny Lever – Gaffoor (jako Johny Lever)
- Anupam Kher – Birju (tata Bunnu's dad)
- Reema Lagoo – matka Bunnu (ajako Reema)
- Saeed Jaffrey – Chander Nandkishore Kapoor Sharma
- Upasna Singh – ciotka Nehy
- Himani Shivpuri – mama Raja
- Avtar Gill – inspektor Mhatre
- Kader Khan – urzędnik rejestrujący małżeństwa